# Elaphoglossum hartwegii
Elaphoglossum hartwegii är en träjonväxtart som först beskrevs av Fée, och fick sitt nu gällande namn av Thomas Moore. Elaphoglossum hartwegii ingår i släktet Elaphoglossum och familjen Dryopteridaceae. Inga underarter finns listade.